# Dolni Lom, Vidin
Dolni Lom (în bulgară Долни Лом) este un sat în comuna Ciuprene, regiunea Vidin,  Bulgaria. 

## Demografie
Componența etnică a satului Dolni Lom
     Bulgari (98,57%)
     Nicio identificare (1,42%)
     Altele (0%)
La recensământul din 2011, populația satului Dolni Lom era de 211 locuitori. Din punct de vedere etnic, majoritatea locuitorilor (98,57%) erau bulgari. Pentru 1,42% din locuitori nu este cunoscută apartenența etnică.